# Kotmanová
Kotmanová este o comună slovacă, aflată în districtul Lučenec din regiunea Banská Bystrica. Localitatea se află la altitudinea de 304 m deasupra n.m., se întinde pe o suprafață de 16,79 km2 și în 2017 număra 297 de locuitori.

## Istoric
Localitatea Kotmanová este atestată documentar din 1393.

## Demografie
| An:                | 1994 | 2004   | 2014   | 2024    |
| ------------------ | ---- | ------ | ------ | ------- |
| Număr de persoane: | 367  | 357    | 323    | 259     |
| Diferență:         |      | −2,72% | −9,52% | −19,81% |

| An:                | 2023 | 2024   |
| ------------------ | ---- | ------ |
| Număr de persoane: | 263  | 259    |
| Diferență:         |      | −1,52% |